# Nunda (Nowy Jork)
Nunda – miasto w Stanach Zjednoczonych, w stanie Nowy Jork, w hrabstwie Livingston.